# Dostonbek Tursunov
Dostonbek Komiljon oʻgʻli Tursunov (ur. 13 czerwca 1995 w tumanie Oltiariq w wilajecie fergańskim) – uzbecki piłkarz występujący na pozycji obrońcy w południowokoreańskiej drużynie Busan I' Park FC.

## Kariera klubowa
Tursunov jest wychowankiem klubu Neftchi Fergana. W latach 2016–2017 występował w drużynach FK Qo‘qon 1912 i Metallurg Bekobod, po czym wrócił do Neftchi Fergany. 1 stycznia 2019 roku został oficjalnie zawodnikiem japońskiej drużyny Renofa Yamaguchi FC. Od 2020 roku gracz południowokoreańskiego Busan I' Park

## Kariera reprezentacyjna
Tursunov zadebiutował w reprezentacji Uzbekistanu 19 maja 2018 roku w przegranym spotkaniu 1-0 z reprezentacją Iranu. Znalazł się w kadrze Uzbekistanu na Puchar Azji 2019.